# Affaire des gîtes ruraux de Haute-Corse
 (2019).
Dans l'affaire des gîtes ruraux de Haute-Corse, le Conseil départemental de la Haute-Corse a versé 480 000 euros de subventions frauduleuses, entre 2008 et 2011, à une époque où Paul Giacobbi le présidait.
L'affaire a débuté en 2011. La cellule anti-blanchiment Tracfin du ministère de l'Économie et des Finances, enquête sur l'assassinat de Dominique Domarchi, maire de Saint-André-de-Cotone, un proche de Paul Giacobbi. Elle s'aperçoit que le fils de Dominique Domarchi reçoit des fonds suspects sur son compte, notamment de la part d'un organisme chargé d'un programme d'aide à la création de gîtes ruraux en Haute-Corse.
Une partie des fonds de cet organisme sert en réalité pour des travaux sur des bâtiments privés, sans rapport avec des gîtes ruraux. 
Selon les enquêteurs, les bénéficiaires de ces aides publiques font partie de la clientèle politique du président du Conseil départemental de la Haute-Corse, Paul Giaccobi. La subvention, d'un montant maximum de 15.000 euros par gîte, a été versée exclusivement sur la circonscription électorale de la Haute-Corse où était élu Paul Giacobbi. Aucune aide n'a été attribuée sur la première circonscription, pourtant bien pourvue en zones rurales.
24 personnes ont été mises en examen dans le cadre de l'instruction. 

## Condamnations
- Le député de Haute-Corse, Paul Giacobbi, est condamné par le tribunal correctionnel de Bastia en 2017 à trois ans de prison ferme, cinq ans d'inéligibilité et 100 000 euros d'amende[2]. En appel sa peine est réduite à trois ans de prison avec sursis, 25 000 euros d'amende et cinq ans d'inéligibilité[3],[4].
- L'ex-directeur général des services du département, Thierry Gamba-Martini, est condamné à 8 mois de prison avec sursis, pour négligence.
- Le conseiller départemental et président de l'association des maires de Haute-Corse, Pierre-Marie Mancini, est condamné à trois ans de prison avec sursis, et cinq ans d'inéligibilité pour complicité de détournement de fonds publics.
- Le conseiller général battu en 2015, Jacques Costa, est relaxé.
- Jean-Hyacinthe Vinciguerra est condamné à 2 ans de prison avec sursis.
- Faustine Maestracci est condamnée à 3 ans de prison avec sursis et 10000€ d'amende, en première instance, elle n’avait pas fait appel
- Jean-Marc Domarchi est condamné à 3 ans de prison avec sursis et 10 000 € d'amende, en première instance, il n’avait pas fait appel
- Marie-Laure Le Mée, chef de service, est condamnée à six mois avec sursis, pour négligence.
- Les autres personnes mises en cause, fonctionnaires départementaux et bénéficiaires des fonds détournés, sont condamnées à des peines allant de quatre mois à trois ans d'emprisonnement avec sursis et à des amendes de 800 à 10.000 euros.